# Pristava Krapinska
Pristava Krapinska falu Horvátországban Krapina-Zagorje megyében. Közigazgatásilag Krapina községhez tartozik.

## Fekvése
Krapina központjától 4 km-re délre, az A2-es autópálya mellett fekszik.

## Története
A falunak 1880-ban 149, 1910-ben 236 lakosa volt. Trianonig Varasd vármegye Krapinai járásához tartozott. 2001-ben a falunak 244 lakosa volt.

## Külső hivatkozások
Krapina város hivatalos oldala